# 1821
1821. је била проста година.

## Догађаји

### Март
- 25. март — Грци на Пелопонезу су почели устанак против Турака, који је после 12 година завршен признавањем независности Грчке.

### Јун
- 24. јун — Симон Боливар је са 8.000 јужноамеричких родољуба победио 4.000 шпанских ројалиста у бици код Карабобоа и ослободио Венецуелу од шпанске власти.

### Јул
- 10. јул — САД су преузеле Флориду након куповине од Шпаније.

### Август
- 24. август — Потписан је Кордопски споразум, чиме је ратификован план из Игуале и окончан Мексички рат за независност.

### Датум непознат
- Конгрес у Љубљани

## Рођења

### Фебруар
- 16. фебруар — Хајнрих Барт, немачки истраживач. (†1865)

### Април
- 9. април — Шарл Бодлер, француски песник (†1867).

### Септембар
- 11. новембар — Фјодор М. Достојевски, руски књижевник (†1881).

## Смрти

### Мај
- 5. мај — Наполеон I Бонапарта, француски војсковођа и цар